# Tylostigma
Tylostigma Schltr., 1916  è un genere di piante della famiglia delle Orchidacee, endemico del Madagascar.

## Descrizione
Comprende specie terrestri o in alcuni casi litofite, con foglie da filiformi a lanceolate, disposte alla base del fusto, ed infiorescenza terminale a spiga, con fiori molto piccoli (intorno ai 3 mm di lunghezza), dotati di un labello trilobato con un corto sperone.

## Distribuzione e habitat
Il genere è diffuso nel Madagascar centrale e settentrionale.
Predilige habitat paludosi con substrati torbosi.

## Tassonomia
Comprende le seguenti specie:
- Tylostigma filiforme H.Perrier, 1951
- Tylostigma foliosum Schltr., 1923
- Tylostigma herminioides Schltr., 1924
- Tylostigma hildebrandtii (Ridl.) Schltr., 1924
- Tylostigma madagascariense Schltr., 1916
- Tylostigma nigrescens Schltr., 1916
- Tylostigma perrieri Schltr., 1916
- Tylostigma tenellum Schltr., 1924